# 11848 Польлюка
11848 Польлюка (11848 Paullouka) — астероїд головного поясу, відкритий 11 лютого 1988 року.
Тіссеранів параметр щодо Юпітера — 3,379.
Названо на честь Віталь-Поль Дельпорт, фр. Vital-Paul Delporte (псевдонім Поль Люка фр. Paul Louka, 1936—2011) — бельгійського актора, композитора, поета, виконавця.